# Baloghia pulchella
Baloghia pulchella là một loài thực vật có hoa trong họ Đại kích. Loài này được Schltr. ex Pax mô tả khoa học đầu tiên năm 1911.